# Канра (посёлок)
Канра (яп. 甘楽町 Канра-мати) — посёлок в Японии, находящийся в уезде Канра префектуры Гумма. Площадь посёлка составляет 58,57 км², население — 13 700 человек (1 июля 2014), плотность населения — 233,91 чел./км².

## Географическое положение
Посёлок расположен на острове Хонсю в префектуре Гумма региона Канто. С ним граничат города Фудзиока, Томиока, Такасаки и посёлок Симонита.

## Население
Население посёлка составляет 13 700 человек (1 июля 2014), а плотность — 233,91 чел./км². Изменение численности населения с 1980 по 2005 годы:
| 1980 | 13 937 чел. |  |
| 1985 | 14 055 чел. |  |
| 1990 | 14 343 чел. |  |
| 1995 | 14 481 чел. |  |
| 2000 | 14 660 чел. |  |
| 2005 | 14 313 чел. |  |

## Символика
Деревом посёлка считается сосна густоцветная, цветком — Prunus, птицей — Phasianus versicolor.